# 102 미리암
102 미리암은 크고 어두운 주요 벨트 소행성이다. 리치 필드 전망대에서 1868년 8월 22일 CHF 피터스에 의해 발견되었다.